# Pip-Kliffs
Die Pip-Kliffs sind markante und bis zu 1250 m hohe Felsenkliffs an der Oskar-II.-Küste des Grahamlands auf der Antarktischen Halbinsel. Sie ragen westlich des Mount Fedallah an der Nordflanke des Flask-Gletschers auf.
Das UK Antarctic Place-Names Committee benannte sie 1987 nach dem Schiffsjungen Pip in Herman Melvilles 1851 veröffentlichtem Roman Moby-Dick.